# 上田勝美
上田 勝美（うえだ かつみ、1934年5月16日 - ）は、日本の法学者。専門は憲法。龍谷大学名誉教授。憲法研究所代表委員、京都憲法会議代表幹事。
1954年、京都府立亀岡高等学校卒業。1958年、同志社大学法学部卒業。1962年、同大学大学院法学研究科修士課程修了。1977年、龍谷大学法学部教授・以後、龍谷大学法学部長、副学長等を歴任し、2003年3月定年退職、龍谷大学名誉教授。

## 著書
- 『立憲平和主義と人権』
- 『平和憲法と新安保体制』
- 『日本国憲法のすすめ　視角と争点』

など